# 谢弘微
谢弘微（392年—433年），名密，字弘微，陈郡阳夏人。東晉豫州刺史謝萬曾孫。東晉末及南朝宋官員，官至右衞將軍。

## 生平
謝弘微年幼時已經精明謹慎，更懂得選適當時候才說話，故其堂叔謝混曾對其父親謝思說：「這個孩子本身十分聰慧機敏，將要成大器，能有這樣的兒子，於願足矣。」謝弘微十歲時，因為弘微堂叔謝峻沒有子嗣，弘微於是就過繼了給謝峻。謝峻是謝萬兄長謝安的孫兒，血緣關係其實已經疏遠，而且二人原本也不相識，不過過繼過程中才十歲的弘微行為都合符禮節規範。過繼後弘微亦承襲了謝峻建昌縣侯的爵位，亦當繼承謝峻家豐厚的遺產。然而本家貧儉的弘微就只接受了數千卷書籍以及數名建昌國吏，其他財產都沒有理會。謝混聞訊大感驚訝，對建昌國郎中令漆凱之說：「建昌國祿本來應該與弘微本家共享，現在建昌縣侯不理，就依常規分開管理吧。」弘微無法違抗謝混的話，又接受了一點遺產。謝混為當時名士，並不易與他人交往，但就欣賞謝靈運、謝瞻、謝曜及謝弘微等幾個謝氏子弟的文才，並曾一起在烏衣巷宴會。當時謝瞻等人都雄辯滔滔，但謝弘微每每只用簡要文句就能讓眾人節服，謝混遂更加欣賞他，稱他做「微子」。
東晉時有爵位的謝氏子弟大多都會獲授員外散騎侍郎，弘微亦不例外，又任琅邪王司馬德文的大司馬參軍，後遷通直郎。入宋後為鎮西將軍、荊州刺史、宜都王劉義隆的文學，又轉鎮西諮議參軍。元嘉元年（424年）劉義隆即位為帝，即宋文帝，弘微改任黃門侍郎，當時與王華、王曇首、殷景仁、劉湛並稱為五臣。後謝弘微轉尚書吏部郎，參與機密事務。不久又轉右衞將軍，當時文帝更特許謝弘微自選其官屬。元嘉六年（429年），宋文帝立劉劭為皇太子，並選東宮官屬，弘微遂兼領太子中庶子。不久又加任侍中，但弘微不想身居權要之位，故獲解中庶子。元嘉八年（431年），弘微因病解右衞將軍，改以太子右衞率身份還家休養。次年，劉混妻東鄉君去世，與謝混合葬，謝弘微抱病送葬，病情於是更加嚴重，終於元嘉十年（433年）去世，享年四十二歲。
宋文帝對謝弘微去世深感痛惜，曾對殷景仁說：「謝弘微和王曇首年過四十但都沒有到與他們才能相應的名譽和官位，這真是朕的責任呀。」命二衞共千人處理弘微喪事，追贈太常。

## 性格特徴
- 義熙八年（412年），謝混因為被劉裕指為劉毅的謀逆同黨而被誅殺，謝混妻晉陵公主被下令改嫁給琅邪王氏的王練。公主雖然堅持不肯改嫁，但仍然被下詔與謝氏脫離關係。公主於是將家事都委託給謝弘微處理。謝混自己以及父祖三代都身居朝廷高位，謝混時亦一門兩封[4]，領有田產十多處，僮僕共千人，但只留下兩個年僅數歲的女兒。弘微為謝混家經營產業都如公事處理，一切都作出詳細記錄。420年南朝宋建立後，晉陵公主降封為東鄉君，為嘉許她的節義而讓其回到謝家那裏。東鄉君回去看見謝混原有的屋舍修護得很好，倉庫都很充實，府下的人都與昔日一樣多，而田地產業在這謝混死後這九年之間更加增加，令東鄉君感歎道：「僕射生前對這個子侄這樣看重，真是會看人呀。僕射彷彿還活著呀。」。其他人看見弘微的作為亦十分感動。[5]至東鄉君過世時，遺下大量財富，還有謝琰的一些產業以及數百奴僕，大家都認為財富都應該交給謝混的兩個女兒，而田宅和奴僕們應該交給謝弘微，然而弘微分毫不取，以自己私財為公主治喪。謝混長女嫁給了殷叡，但殷叡為人好賭，知道謝弘微放棄財富，就擅取了謝混次女及其他謝氏女眷的財產以還債。當時謝混遺屬們因這些財富都是弘微大方相讓而沒有和殷叡爭產，但劉湛因謝弘微對殷叡所為不作反應而有微言，更有人譏笑謝弘微為了自己清高的虛名而任由謝家財產讓殷叡揮霍淨盡。弘微只說：「親戚間爭奪財富就是最鄙劣的了。現在他們家人都沒有動作，我又怎可以引導他們去爭產。今天不管分得多少，也不致於不夠用，到人死了以後還管這些麼。」[6]
- 弘微性格嚴肅正直，舉止都嚴格遵從禮法約束，對待入繼一門的親族都特別恭敬謹慎。即使在家內傳話給親族都會先整飾好衣冠，面對婢僕們都不會隨便說笑。於是家中上下都對像對神明一樣敬重他。弘微也不亂説人是非，反而親兄謝曜卻喜歡評論他人，弘微每次聽到都會找別的岔開話題，避而不談；即使是向皇帝獻計論事，他亦會將草稿全部毀掉，人們都不知他究竟說了甚麼。另他亦盡孝，在為母守喪的喪期過後一年仍然堅持吃粗糧。而因弘微生父早死，他一直事謝曜如父親一般，至謝曜去世時亦如母喪一樣，即使守喪期過後仍然一段時間沒吃魚和肉。期間僧人釋慧琳曾拜訪他，曾勸他不要這樣，免得有損健康，但弘微稱他哀傷之情仍未減，吃不下。
- 雖然在對親人去世時盡哀，但平時弘微對飲食卻很講究，相反起居衣飾卻很樸實。宋文帝更因弘微講究飲食而向他請進膳食，弘微與親友合力做好並獻上食物後，親人每當問及時弘微卻借故避而不談。當時人都讓他與孔光相比。

## 逸事
- 謝弘微向來心胸寛廣，喜怒不形於色，一個叫蔡湛之的人見過謝安兄弟，說弘微樣子像謝據，而性格像謝安。然而弘微晚年時曾經和一位朋友下圍棋，當時旁觀者見西南角的棋子漸處下風，恐怕會失守，於是出言說：「西南風很大，可能會翻船。」朋友立即領悟，下著救了那角的棋，弘微見狀一反常態發怒將棋子打翻。沒多久弘微就去世了。[7]
- 據說司馬文宣家中有一隻鬼寄居，並聲言他受命去殺弘微。每當弘微病情加重時都會報告給司馬文宣，直至弘微去世，那隻鬼就離開了。

## 子女
- 謝莊，嗣子，在宋官至中書令。

## 延伸阅读
[在维基数据编辑]
 《宋書·卷58》，出自沈约《宋书》
 《南史·卷20》，出自李延壽《南史》